# Hermann Grossmann
Hermann Grossmann, född 21 juli 1901, död 19 november 1948 i Landsberg am Lech, var en tysk SS-Obersturmführer och dömd krigsförbrytare. 

## Biografi
Grossmann kommenderades till koncentrationslägret Buchenwald i slutet av augusti 1939 och blev i maj 1940 chef för lägrets vaktmanskap. I mars 1943 utsågs Grossmann till chef för Außenlager Wernigerode, som var ett av Buchenwalds satellitläger. I detta läger arbetade fångar för den tyska rustningsindustrin.
I juni 1944 blev Grossmann chef för ett annat av Buchenwalds satellitläger — KZ-Außenkommando Brüllstraße i Bochum, som hyste omkring 1 600 tvångsarbetare.
Efter andra världskriget greps Grossmann och ställdes 1947 tillsammans med 30 andra misstänkta krigsförbrytare inför rätta vid Buchenwaldrättegången. Den 14 augusti 1947 dömdes han till döden genom hängning, då domstolen ansåg att han bar ansvaret för att allierade fångar hade misshandlats och dödats. Grossmann avrättades i Landsbergfängelset den 19 november 1948.